# براخس
بَراخَس هي إحدى مديريات مدينة مدريد بإسبانيا. يقع مطار مدريد الدولي الرئيسي، مطار مدريد باراخاس الدولي، في المنطقة.